# 흑설탕

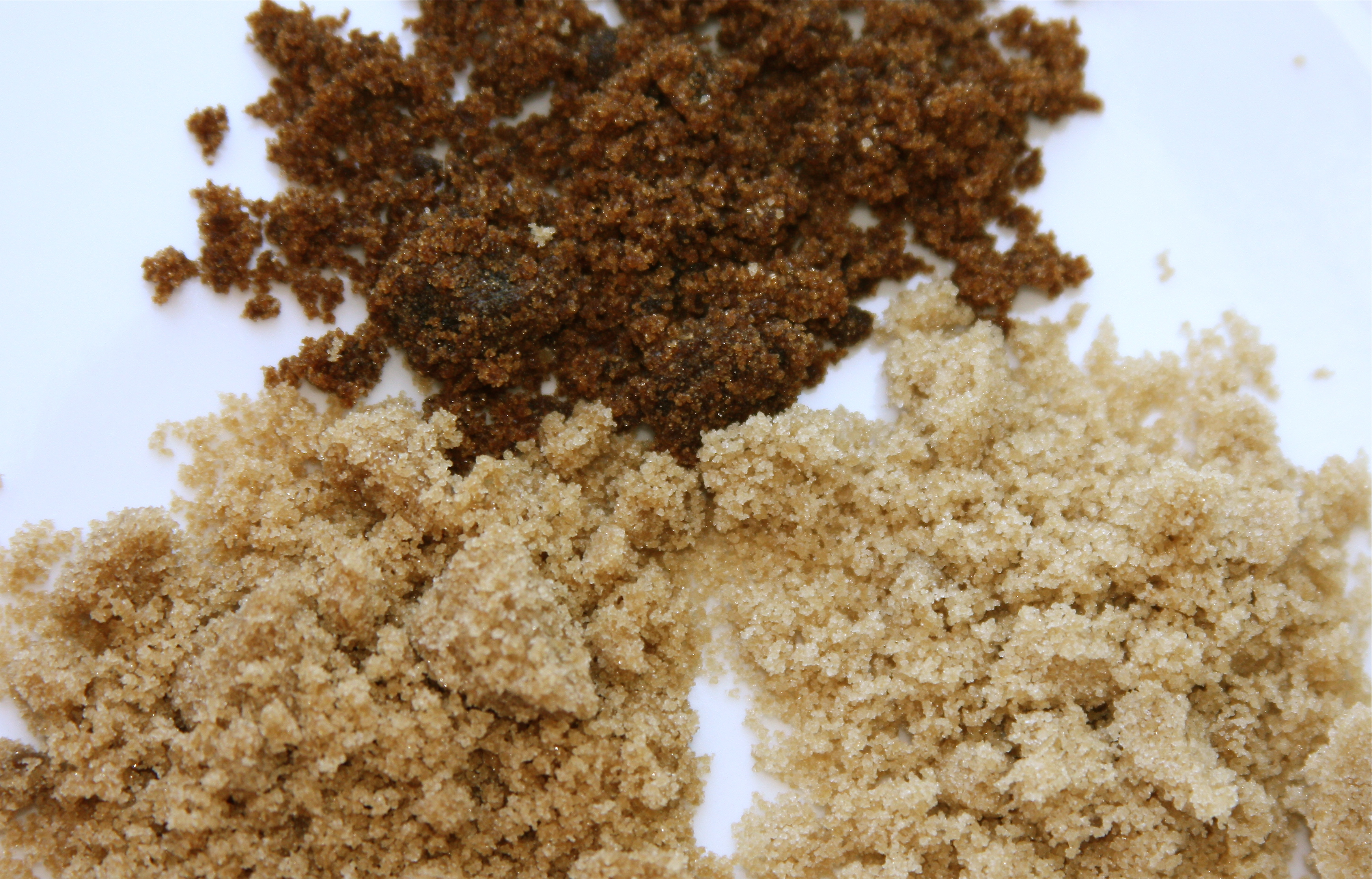
흑설탕인 머스코바도 설탕과 두 종류의 황설탕(짙은 황설탕과 옅은 황설탕)

흑설탕(黑雪糖)은 당밀이 포함된 설탕으로, 짙은 갈색을 띠며 수분 합량이 높고 향이 진하다. 제조 방식에 따라 머스코바도 등 정제되지 않은 천연 상태의 흑설탕과, 백설탕에 당밀을 인위적으로 첨가한 가공 흑설탕으로 나뉜다.

## 종류
- 자연 흑설탕: 사탕수수나 사탕무에서 얻은 당을 정제하지 않은 비정제 설탕이다. 전통적인 방식으로 만든 경우가 많다.
  - 머스코바도 설탕
- 가공 흑설탕: 백설탕에 당밀을 다시 첨가해 만든다.

## 같이 보기
- 황설탕
- 백설탕